# La Mort de la Vierge (Mantegna)
Pour les articles homonymes, voir La Mort de la Vierge.
La Mort de la Vierge  est un tableau daté 1461 du peintre  de la Renaissance Andrea Mantegna, conservé aujourd'hui au Musée du Prado, à Madrid.

## Histoire
Initialement décoration de la chapelle de Ludovic Gonzague dans le Castello San Giorgio du Palazzo Ducale de Mantoue, ce tableau en tempera et or sur bois (aujourd'hui de 54 × 42 cm) fut commandé à Mantegna à la fin des années 1450,  où il a probablement agi également comme architecte en dessinant les plans du bâtiment.
Il a également réalisé trois autres tableaux pour le même emplacement : L'Adoration des mages, l'Ascension et la  Circoncision (eux conservés aux Offices de Florence sous le nom de Triptyque des Offices).
La chapelle refaite au XVIe siècle, toutes ces peintures ont été déplacées et quittèrent la ville, pour Ferrare où elles figurent dans un inventaire  de 1588 (mentionnant le haut détaché), celui de la chapelle privée de Marguerite Gonzague, épouse d'Alphonse II d'Este qui les conservent dans les collections ducales jusqu'à sa mort en 1618.
Le tableau fut acheté ensuite en 1627 par le roi  Charles Ier d'Angleterre après la mort de Vincenzo Gonzague.
En 1649 les biens de Charles Ier sont vendus et John Baptist Gaspars l'acquiert le 20 mars 1650 pour 17 livres et  10 shillings, puis le député et ambassadeur espagnol Alonso de Cárdenas l'offre à Philippe IV d'Espagne
La partie supérieure manquante serait, selon Roberto Longhi, conservée à la Pinacothèque Nationale de Ferrare. Elle représente Le Christ avec l'âme de la Vierge qui vient de mourir, thème de la tradition byzantine.

## Thème
La Mort de la Vierge, un des thèmes de l'iconographie de la peinture chrétienne, est composée avec les détails précis de La Légende dorée de Jacques de Voragine connu de Mantegna :
La Vierge est allongé sur son lit de mort, le visage souriant, onze apôtres l'entourant...

## Composition
Outre la scène biblique et la position  conventionnelle des personnages accompagnés de leurs attributs liturgiques gothiques (encensoir, palme, livre...), la composition est marquée par une mise en scène perspective formelle : le carrelage alterné du sol en marbre blanc et rose, les pilastres  et leurs chapiteaux, l'ouverture qu'elles forment sur le paysage ; un paysage qui confirme clairement la position initiale du tableau par la présence du pont de San Giorgio et du lac de Mezzo formé par le Mincio (une vue identique à celles des fenêtres de la Camera Picta).
Comme toujours chez Mantegna, la précision des détails (orfèvrerie des deux candélabres et de l'encensoir), confirme son style mêlant dessin (drapés), architecture (gravure sur les colonnes) et effets illusionnistes (perspective).

## Analyse
Le dessins des nimbes (ce que communément on appelle auréoles, au- dessus la tête des personnages) des saints est typiquement celui de la Renaissance, elliptiques elles correspondent à la perspective d'objets dans la réalité de la scène, alors que dans la peinture gothique et byzantine formelle, les auréoles sont toujours représentées par des cercles.
La perspective du paysage, clairement affirmée par les lignes de fuite droites des murs (fortifications du bourg San Giorgio), est perçue d'un lieu familier, domestique et de pouvoir (chapelle du château San Giorgio), dans lequel se déroule une scène pathétique.
À remarquer la présence du rouge, couleur symbolique (amour divin, et honneur de la mémoire des apôtres, des évangélistes et des martyrs) toujours très présente dans les œuvres de Mantegna (voir le Retable de Saint Luc).

## Sources
- Notice du musée du Prado
- Salmazo